# بني بويفرور
جماعة بني بويفرور (بالأمازيغية الريفية: ⴰⵢⵜ ⴱⵓⵢⴼⵔⵓⵔ) جماعة قروية تابعة لفخذ آيت بويفرور أحد أفخاذ قبيلة قلعية الريفية الأمازيغية بإقليم الناظور. تحد شمالا بجماعتي بني شيكر وبني سيدال الجبل وغربا بجماعة بني سيدال لوطا، شرقا تحد بمدينة أزغنغان وجماعة بوعرك. مركز الجماعة هو بلدة جعدار. ويبلغ عدد سكان الجماعة حوالي 17090 نسمة حسب إحصاء سنة 2004. منهم 7593 في الوسط القروي و9497 في مركز جعدار.

## التقسيم الإداري
من بين القرى والدواوير المكونة لجماعة بني بويفرور نجد:

بوغنفاذ، دوار إيتشومبراثن، إبنعيساثن، دوار اولاد العربي، دوار اولاد علي، إملاحن، دوار أفرا، ساقيا.